# Навигатор (альбом)
«Навигатор» — одиннадцатый «естественный» альбом группы «Аквариум».

## История создания
Первая песня будущего альбома появилась в железнодорожном вагоне, едущем в Одессу. Это была песня «Катя-Катерина», которая в итоге не вошла в первое издание альбома. Часть песен («Фикус религиозный», «Голубой огонёк» и «Последний поворот») Гребенщиковым была написана в глухой деревне на полпути к Кингисеппу, где им была приобретена старая изба. Примерно в то же время «Аквариум» получил приглашение выступать в «Theatre de la Ville» в Париже. Там, бродя по бульварам, Гребенщиков заходил в бистро и писал на салфетках тексты новых песен: «Навигатор», «Гарсон №2», «Мается», «Три сестры», «Максим-Лесник» (последняя вошла уже в последующий альбом «Снежный лев»). Написание песен продолжилось в Катманду («Кладбище» и «Инцидент в Настасьино» (также вошедшая в «Снежный лев»)).
Всю зиму 1995 года группа писала демо в студии на Пушкинской, 10, во время чего добавились песни «Самый быстрый самолёт» и «Таможенный блюз». При этом, ввиду тяжёлого материального положения группы, будущий «Навигатор» предполагалось сделать сольным альбомом Гребенщикова. В этот момент происходят два события, которые меняют ситуацию: во-первых, менеджмент группы познакомился с вице-президентом одного из банков Твери, который в советские времена делал подпольные концерты «Аквариума» в Зеленограде и теперь с лёгким сердцем выделил сумму в $50 000 на запись альбома в Англии. Во-вторых, старый приятель Гребенщикова Джо Бойд, сообщил ему, что на май-июнь 1995 года в Лондоне специально для «Аквариума» зарезервирована Livingston Studio. Там Гребенщиков знакомится с Кейт Сент-Джон, очень востребованной в мире британской звукозаписи.
В записи альбома приняли участие несколько западных музыкантов: на двух треках партии контрабаса сыграл Дэйв Пэгг («Jethro Tull», Donovan и т.д.), а все барабанные партии исполнил Дэйв Мэттакс («Fairport Convention»), также известный по работе с Клэптоном, Маккартни и Элтоном Джоном. Гитарные партии в некоторых песнях исполнил бывший участник группы «Rolling Stones» Мик Тэйлор. 

На Тэйлора мы вышли через общих лондонских знакомых. Позвонили. Тэйлор приехал в студию в драном макинтоше с дешёвой японской гитарой за двадцать долларов. Взял в руки чужой «Gibson», все ручки повернул «вправо на 10», спросил: «О чём песня?» — и сыграл резкие блюзовые партии буквально с первого раза. Это была школа «Rolling Stones».— Борис Гребенщиков
Как завершающий штрих Кейт Сент-Джон пригласила шахтёрский духовой ансамбль из четырёх человек, которые в аутентичной манере наиграли английский «трубный зов» в финальной композиции альбома «Удивительный мастер Лукьянов».
Релиз альбома состоялся в сентябре 1995 года на кассетах, компакт-дисках и грампластинках. За первые три дня в России было продано десять тысяч экземпляров Навигатора, а ещё через неделю на оптовых складах не осталось ни одной копии из всего двадцатитысячного тиража. Для 1995 года это были очень хорошие показатели.

## Участники записи
- БГ — голос и гитара
- Олег Сакмаров — флейта, йимб, рекордер
- Александр Титов — бас
- Алексей Зубарев — электрическая гитара, клавесин
- Сергей Щураков — аккордеоны и мандолины
- Андрей Вихарев — жуир, бубен и тибетский барабан
- Андрей Суротдинов — скрипки, альты, клавесин и фортепиано

+
- Dave Mattacks — ударные
- Мик Тейлор — гитары (4, 9)
- Anthony Thistlethwaite — губная гармоника (9)
- BJ Cole - Слайд-гитара (11)

## Список композиций
Музыка и текст всех песни — БГ, кроме специально отмеченных
1. Голубой огонёк (2:27) (Б.Гребенщиков, С.Щураков — Б.Гребенщиков)
2. Последний поворот (2:41)
3. Кладбище (4:22)
4. Не коси (3:24)
5. Мается (5:48)
6. Самый быстрый самолёт (2:51)
7. Навигатор (3:22)
8. Стерегущий баржу (2:37)
9. Таможенный блюз (3:41)
10. Три сестры (4:36)
11. Гарсон No2 (4:13)
12. Фикус религиозный (3:08)
13. Удивительный мастер Лукьянов (5:01)

### Бонус-треки
Присутствуют на диске «Антология — XVI. Навигатор»
1. Катя-Катерина (4:18)
2. Голубой огонёк (демо) (2:34) (Б.Гребенщиков, С.Щураков — Б.Гребенщиков)

## Переиздания
- 2000 год — студия «Триарий» переиздала альбом на 2 CD (аудио и видео):

- AudioCD:

1. Голубой огонёк
2. Последний поворот
3. Кладбище
4. Не коси
5. Мается
6. Самый быстрый самолёт
7. Навигатор
8. Стерегущий баржу
9. Таможенный блюз
10. Три сестры
11. Гарсон N2
12. Фикус религиозный
13. Удивительный мастер Лукьянов

- bonus:

1. Таможенный блюз (live)
2. Самый быстрый самолёт (live)

- VideoCD:

1. Навигатор
2. Фикус религиозный
3. Таможенный блюз
4. Три сестры
5. Кострома, Mon Amour
6. Государыня
7. Ласточка
8. 8200
9. Самый быстрый самолёт
10. Лётчик
11. Стерегущий баржу
12. Гарсон N2
13. Не пей вина, Гертруда

Обложка издания 2000 года

- 2003 год — альбом переиздан на CD в рамках проекта «Антология». В этом издании добавлены бонус-треки.

## Факты
- На песню «Гарсон № 2» в Лондоне был снят видеоклип.
- В 2004 году был выпущен концертный DVD «Навигатор».
- В год издания альбома на брандмауэре одного из домов на Новом Арбате администрация группы планировала повесить большое изображение глаза с обложки альбома.